# Ludwig Rehn (esesman)
Ludwig Rehn (ur. 1 lipca 1910 w Saarbrücken, zm. 1 września 1982) – SS-Obersturmführer, wysoki rangą oficer SS w obozach koncentracyjnych Sachsenhausen i Neuengamme.
Członek SS od 1935 (nr identyfikacyjny 269927), a NSDAP od 1936. Od 1940 pełnił służbę w Sachsenhausen, skąd przeniesiono go w 1942 do Neuengamme. W sierpniu 1943 powrócił do Sachsenhausen, gdzie pozostał do kwietnia 1945. W obu obozach sprawował funkcję Arbeitseinsatzführera, czyli kierownika wydziału zajmującego się pracą przymusową więźniów. W Sachsenhausen Rehn uczestniczył w masowej eksterminacji jeńców radzieckich i więźniów innych narodowości. Przeprowadzał również selekcje, wskutek których wysyłano niezdolnych do pracy więźniów do innych obozów celem zagazowania (między innymi do Auschwitz-Birkenau). Nakładał również okrutne kary na więźniów pracujących w tzw. "Schuhlaeuferkommando".
W procesie załogi Sachsenhausen Rehn został skazany 1 listopada 1947 przez radziecki Trybunał Wojskowy w Berlinie za swoje zbrodnie na karę dożywocia połączonego z ciężkimi robotami. Z więzienia sowieckiego zwolniono go na mocy amnestii w 1956.